# Tekirdağ
Tekirdağ, daw. Redestos (gr. Ραιδεστός, bułg. Родосто; stara nazwa Tekfür Dağ, Tekfürdağı – duma cesarza) – miasto w europejskiej części Turcji, na północnym brzegu Morza Marmara, stolica prowincji Tekirdağ.
W roku 1717, po wymuszonym przez Filipa Orleańskiego, regenta w czasach niepełnoletniości Ludwika XV opuszczeniu Francji, osiedli tu przywódcy węgierskiego powstania Rakoczego. Byli wśród nich sam Franciszek Rakoczy oraz główny dowódca jego wojsk Miklós Bercsényi, którzy tu również zmarli.
Według danych na rok 2023 miasto zamieszkiwało 142 602 osób, a według danych na rok 2004 całą prowincję ok. 684 000 osób. Gęstość zaludnienia w prowincji wynosiła ok. 110 osób na km².

## Współpraca
- Kawala, Grecja
- Kyrdżali, Bułgaria
- Kecskemét, Węgry
- Pyeongtaek, Korea Południowa
- Sárospatak, Węgry
- Sliwen, Bułgaria
- Techirghiol, Rumunia
- Topolčani, Macedonia Północna
- Bayreuth, Niemcy
- , Famagusta, Cypr Północny
- Montevago, Włochy
- Shantou, Chińska Republika Ludowa
- Wielkie Tyrnowo, Bułgaria